# Île Belle
Pour l’article homonyme, voir Île Belle (Taormine).
L’île Belle est une île de la Seine située dans la commune de Meulan (Yvelines)

## Toponymie
Autrefois elle était appelée île Saint Côme et Saint Damien

## Géographie
L'île Belle s'étire entre Hardricourt et Mézy-sur-Seine au nord (rive droite) et Les Mureaux au sud (rive gauche). Elle constitue la partie nord (amont) d’une longue île de cinq kilomètres environ formée par sa soudure avec deux autres anciennes îles, l’Île de Mézy et l’île de Juziers.
Elle est séparée en amont de l’île du Fort par le bras Saint-Côme. Elle est rattachée administrativement à la commune de Meulan-en-Yvelines. Cette île est reliée d’une part à la rive droite (côté Meulan) par un pont routier franchissant le bras de Meulan, à la rive gauche (côté Les Mureaux) par le pont Rhin et Danube ainsi qu’à l’île du Fort par un troisième pont, le pont Saint-Côme, franchissant le bras Saint-Côme.
L’île Belle accueille notamment une piscine gérée par un syndicat intercommunal et un hôtel fermé de la chaîne Mercure construit sur les ruines d’un château du XVIIIe siècle, celui de l’abbé Bignon, bibliothécaire de Louis XV. Elle accueille aussi un cynodrome, piste en herbe destinée aux courses de chiens.

## Sources et références
1. ↑  Guide du vexin Français